# Nudaria sordida
Nudaria sordida là một loài bướm đêm thuộc phân họ Arctiinae, họ Erebidae.